# Canoparmelia cinerascens
Canoparmelia cinerascens är en lavart som först beskrevs av Bernt Arne Lynge och som fick sitt nu gällande namn av John Alan Elix och Mason Ellsworth Hale. 
Canoparmelia cinerascens ingår i släktet Canoparmelia och familjen Parmeliaceae. Inga underarter finns listade i Catalogue of Life.